# Prasophyllum catenemum
Prasophyllum catenemum är en orkidéart som beskrevs av David Lloyd Jones. Prasophyllum catenemum ingår i släktet Prasophyllum och familjen orkidéer.
Artens utbredningsområde är Sydaustralien. Inga underarter finns listade i Catalogue of Life.